# Бухарская полёвка
Бухарская полёвка (лат. Blanfordimys bucharensis) — вид грызунов из семейства хомяковых. Обитает в центральной Азии.

## Ареал
Населяет северные хребты Памиро-Алая: Зеравшанский, Гиссарский, Нуратау. Горный Бадахшан на территории Афганистана. Поднимается в горы до высоты 1500 м над уровнем моря. В Афганистане, вероятно, ещё выше.
Известны два подвида:
- Blanfordimys bucharensis bucharensis (Vinogradov, 1930) — Зеравшанский хр. (Таджикистан), мелкий подвид с выраженой желтизной в окраске спины[4]. Типовое местонахождение: близ кишлака Зиван <Зебон>, 8 км к югу от Пенджикента, Зеравшанский хр., <Согдийская область>, Таджикистан. Лектотип: № С. 20311 ЗИН РАН. 13 февраля 1929, коллектор А. И.  Иванов[5].
- Blanfordimys bucharensis davydovi Golenishchev et Sablina, 1991 — Гиссарский хр. (Таджикистан), крупный подвид, спина серого цвета[4]. Типовое местонахождение: кишлак Ташахур, район Шахринау, Таджикистан. Голотип: № С. 45021, взрослая самка, ЗИН РАН. 2 апреля 1955, коллектор Г. С.  Давыдов[5].

## Описание
Длина тела достигает 124 мм, длина хвоста до 30 мм. Хвост составляет около 1/4 длины тела. Окраска спины варьирует от желтовато-палевой до палево-серой, в целом, сходна по этому признаку с афганской полёвкой. Обычно хвост слабо двухцветный. Кариотип 2n=48, NF=52, тогда как у афганской полёвки в кариотипе 58 хромосом, NF=60-61.
По особенностям черепа близка к афганской полёвке, но слуховые барабаны ещё сильнее вздуты, чем у этого родственного вида. Передняя петля первого нижнего коренного зуба упрощённого строения — на ней наружные и внутренние зубцы отсутствуют. Она широко слита с идущими за ней петлями параконидного отдела.
Основание бакулюма более узкое, чем у афганской полёвки, с заострёнными углами. Латеральные отростки этой косточки существенно короче медиального.